# Lac la Hache
Pour les articles homonymes, voir Hache (homonymie).
Lac la Hache est un village (Community) situé dans le district régional de Cariboo, au centre de la province de Colombie-Britannique au Canada.

## Situation
Le village se trouve sur la rive nord du lac du même nom, il est traversé par l'autoroute provinciale 97, surnommée localement Cariboo Highway. Lac la Hache fait partie de la zone bio-géoclimatique de l'intérieur du sapin de Douglas (Interior Douglas-fir Zone, code : IDF).
La localité a été créée durant la ruée vers l'or du Cariboo de 1861.

## Toponyme
Il existe deux versions de l'origine de ce toponyme français :
- La première fait référence à un trappeur français qui aurait fait tomber sa hache dans le lac alors qu'il pêchait à travers un trou dans la glace.
- La seconde évoque une mule portant un lot de haches qui serait tombée dans le lac, celui-ci devant être gelé.

## Activités
Lac la Hache est principalement réputé pour ses activités récréatives, notamment la pêche de loisir dans le lac (saumon et truite). Un parc provincial a été établi en 1956 sur les rives du lac à 13 km au nord du village de Lac la Hache.

## Le lac
Le lac qui borde le village s'appelle également « Lac la Hache », il s'étend sur vingt kilomètres de long et recouvre une superficie de 2300 hectares. Sa profondeur moyenne est de 14,6 mètres. Il est généralement recouvert d'une couche de glace entre les mois de novembre et mai.

## Voies principales
Les principales rues de Lac la Hache sont les suivantes :
- Clarke Avenue
- Eagle Road
- felker Road
- Thimoty Lake Road
- Hamilton Road

## Personnalités
- Al Karlander, joueur de hockey sur glace professionnel né en 1946 à Lac la Hache
- Lochlyn Munro, comédien, né en 1966 à Lac la Hache.